# (1356) Ньянза
(1356) Ньянза (англ. Nyanza) — астероид главного пояса, который был открыт 3 мая 1935 года южно-африканским астрономом Сирилом Джексоном в Республиканской обсерватории Йоханнесбурга и назван в честь одной из восьми провинций Кении.

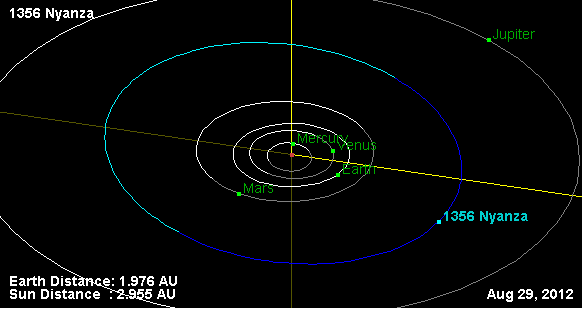
Орбита астероида Ньянза и его положение в Солнечной системе